# Ponebel (Horodok), Rivne
Ponebel (în ucraineană Понебель) este un sat în comuna Horodok din raionul Rivne, regiunea Rivne, Ucraina.

## Demografie
Componența lingvistică a localității Ponebel
     Ucraineană (99,17%)
     Alte limbi (0,83%)
Conform recensământului din 2001, majoritatea populației localității Ponebel era vorbitoare de ucraineană (99,17%), existând în minoritate și vorbitori de alte limbi.